# سالواتوره ماترکانو
سالواتوره ماترکانو (انگلیسی: Salvatore Matrecano؛ زادهٔ ۵ اکتبر ۱۹۷۰) بازیکن فوتبال اهل ایتالیا است.
از باشگاه‌هایی که در آن بازی کرده‌است می‌توان به باشگاه فوتبال ناتینگهام فارست، باشگاه فوتبال پروجا، باشگاه فوتبال پارما، باشگاه فوتبال فوجا، باشگاه فوتبال اودینزه، باشگاه فوتبال بنونتو، و باشگاه فوتبال ناپولی اشاره کرد.
وی همچنین در تیم‌های ملی فوتبال زیر ۲۱ سال ایتالیا، و زیر ۲۱ سال ایتالیا، و ایتالیا بازی کرده‌است.